# Andrea Facchin
Andrea Facchin, född den 20 september 1978 i Padova, Italien, är en italiensk kanotist.
Han tog OS-brons i K-2 1000 meter i samband med de olympiska kanottävlingarna 2008 i Peking.